# Crotalus scutulatus
Crotalus scutulatus és una espècie de rèptil vipèrid verinós de la subfamília Crotalinae. Aquesta espècie es troba en els deserts del Sud-oest dels Estats Units i del centre de Mèxic.